# Gabba Gabba Hey: A Tribute to the Ramones
Gabba Gabba Hey: A Tribute to the Ramones è un album tributo ai Ramones del 1991 registrato da vari artisti.
Nella versione in vinile è inserito un bonus 7', con incisi i pezzi Sheena Is a Punk Rocker e Judy Is a Punk eseguiti dai The Vandals.
Il titolo dell'album deriva dal famoso slogan della band Gabba Gabba Hey, presente nella canzone Pinhead.

## Tracce
1. Sha-La-La (Howling At The Moon) - Buglamp
2. She's a Sensation - D.I.
3. Beat on the Brat - Pigmy Love Circus
4. Suzy Is a Headbanger - L7
5. Psychotherapy - Rigor Mortis
6. I Don't Wanna Go Down to the Basement - Flesheaters
7. Glad To See You Go - Badtown Boys
8. I Want You Around - Chemical People
9. Pet Sematary - Groovie Ghoulies
10. Commando - Flower Leperds
11. Rockaway Beach - Mojo Nixon
12. We're a Happy Family - Bad Religion
13. Chinese Rocks - Jeff Dahl
14. We Want the Airwaves - Tommyknockers
15. Babysitter - White Flag
16. I Remember You - Metal Mike, Lisa & Julia
17. Loudmouth - The Motorcycle Boy
18. My Brain Is Hanging Upside Down (Bonzo Goes to Bitburg) - The Agnews
19. 53rd & 3rd - Creamers
20. Now I Wanna Sniff Some Glue - Blast
21. Endless Vacation - Bulimia Banquet
22. I Don't Care - Electric Ferrets